# NGC 1475
NGC 1475 is een ster in het sterrenbeeld Eridanus. Het hemelobject werd en 1886 ontdekt door de Amerikaanse astronoom Francis Preserved Leavenworth.